# Oscar Weinschenck
Oscar Weinschenck (Rio de Janeiro, 14 de julho de 1880 - Rio de Janeiro, 9 de outubro de 1949) foi um engenheiro e político brasileiro.

## Prefeito de Petrópolis
Neto dum alemão, foi nomeado por Nilo Peçanha,
então governador do Rio de Janeiro, para a prefeitura de Petrópolis, devido aos seus trabalhos em comissões de estudos não-remuneradas na capital e no estado. Em sua primeira gestão, organizou um serviço de extinção de incêndios na cidade; adquiriu terrenos para alargamento do cemitério municipal; determinou condições para a abertura de ruas e praças; e estabeleceu o horário comercial. Procedeu com a organização administrativa da prefeitura, assim como com a criação de um órgão de amparo aos desamparados, o Recolhimento dos Desamparados de Petrópolis, e do Corpo de Bombeiros Municipais.
Sua administração sofreu os reveses advindos da apreensão causada pela Primeira Guerra Mundial e pelo surto de gripe espanhola, que elevou o número de veranistas advindos da capital e, mais tarde, atingiu gravemente o município.

## Atuação Profissional
Supervisionou obras no distrito de Entre Rios, sendo homenageado com o nome de uma praça, em 1911. Oscar Weinschenck foi presidente da comissão de combate à febre amarela, criada em 1928 diante da possibilidade de epidemia. Em 1930, fez parte de uma comissão responsável pelo planejamento das obras da Catedral de São Pedro de Alcântara. Nomeado como presidente do Conselho de Contribuintes na Delegacia Geral do Imposto de Renda, em 1931, sucedendo a José Leopoldo de Bulhões Jardim. Em 1934, fez parte da Assembléia Constituinte como representante do estado do Rio de Janeiro. Participou da eleição presidencial de 1934, recebendo apenas 1 voto. Foi diretor da Companhia Docas de Santos. Em 9 de abril de 1941, fez parte da primeira diretoria da Companhia Siderúrgica Nacional, sendo o vice-presidente da mesma.

## Vida Familiar
Oscar Weinschenck foi casado com Hortênsia Weinschenck, tendo três filhos: Guilherme, Walter e Heloísa.

## Homenagens
- "Grande benemérito" pela Associação Beneficente dos Empregados das Docas de Santos[11]
- Inscrição no Livro do Mérito de 1962 do CONFEA[12]
- Nome do molhe atracável no Porto do Rio de Janeiro[13]
- Empresta seu nome à Escola Municipal Engenheiro Oscar Weinschenck em Congonhas(MG).
- Foi Associado representativo do Rotary Club de do Rio de Janeiro e seu Presidente no período 1926-1927.[14]